# Caruthersville
Caruthersville är administrativ huvudort i Pemiscot County i Missouri. Orten har fått sitt namn efter politikern Samuel Caruthers.